# Liste der Monuments historiques in Menesble
Die Liste der Monuments historiques in Menesble führt die Monuments historiques in der französischen Gemeinde Menesble auf.

## Liste der Immobilien
| Bezeichnung        | Beschreibung                                                            | Standort             | Kennzeichnung | Schutzstatus | Datum | Bild |
| ------------------ | ----------------------------------------------------------------------- | -------------------- | ------------- | ------------ | ----- | ---- |
| Maison de Vayvrand | Herrenhaus, ab 1601 erbaut, 1730 erweitert; mit Backofen und Taubenhaus | 12 Grande Rue (Lage) | PA21000009    | Classé       | 1997  |      |